# Justin Peelle
 (février 2018).
(en) Statistiques sur pro-football-reference
Justin Morris Peelle (né le 15 mars 1979 à Fresno) est un ancien joueur américain de football américain. Il est désormais entraîneur des « tight ends » des Falcons d'Atlanta. 

## Carrière

### Université
Peelle étudie à l'université de l'Oregon où il commence à jouer pour l'équipe de football américain de l'établissement à partir de 1998. Il a pour coéquipier le quarterback Joey Harrington. En 2000, il reçoit une mention honorable de la Pac 10 dans une saison où il reçoit vingt ballons pour 340 yards et quatre touchdowns. Lors de sa dernière année universitaire, il est nommé dans l'équipe de la saison Pac 10 et est demi-finaliste du John Mackey Award. Il marque huit touchdowns et reçoit vingt-neuf passes.

### Professionnel

#### Chargers de San Diego
Justin Peelle est sélectionné au quatrième tour du draft de la NFL de 2002 par les 49ers de San Francisco au 103e choix. Lors de sa saison de rookie, il joue quinze matchs dont deux comme titulaire. Il reçoit son premier ballon en NFL le 17 novembre 2002 contre les 49ers de San Francisco, une passe de deux yards de Drew Brees. En 2003, il est le tight end titulaire pendant une partie de la saison et reçoit seize ballons pour 133 yards et marque son premier touchdown contre les Raiders d'Oakland sur une passe de sept yards dans la end-zone.
En 2004, il dispute tous les matchs mais joue seulement quatre fois comme titulaire. Il marque son touchdown sur passe le plus long de sa carrière contre les Raiders d'Oakland, une nouvelle fois, le 31 octobre 2004 en recevant une passe de dix-sept yards de Brees. Le 8 janvier 2005 contre les Jets de New York en play-offs, il reçoit trois passes pour trente-quatre yards. Il fait une saison 2006 dans le même tempo que ces autres saisons.

#### Dolphins de Miami
Le 20 mars 2006, Justin, alors unrestricted free agent (transférable sans problème), signe un contrat de trois ans avec les Dolphins de Miami. Pour sa première saison à Miami, il est titulaire à dix reprises au poste de tight end et reçoit seize passes pour 116 yards et un touchdown, inscrit le 19 novembre contre les Vikings du Minnesota grâce à une passe de onze yards de son coéquipier universitaire Joey Harrington. Néanmoins, il se blesse au genou et est envoyé à l'hôpital, laissant le champ libre à Jason Rader de faire ses premiers matchs comme titulaire en NFL.
En 2007, il reçoit son plus grand nombre de passe en une saison avec vingt-neuf réceptions pour 228 yards et deux touchdowns. Le 3 août 2008, Peelle est libéré par la franchise de Floride.

#### Falcons d'Atlanta
Le 1er septembre 2008, les Falcons libèrent Jason Rader (que Justin a connu à Miami) et signe Peelle après la blessure de Ben Hartsock qui est forfait pour la saison 2008. Lors de cette saison, il aide Atlanta à se hisser jusqu'au play-offs pour la première fois depuis 2004 notamment grâce à ses quinze réceptions pour 159 yards et deux touchdowns. Après cette saison, Peelle signe un nouveau contrat avec les Falcons et reçoit douze ballons en 2009 pour 115 yards et deux touchdowns. La saison 2010 le voit jouer moins de match comme titulaire (huit) mais est toujours régulier dans ses statistiques avec dix réceptions pour quatre-vingt-seize yards et un touchdown.
Le 18 août 2011, il est libéré par les Falcons après avoir été blessé lors d'un match de pré-saison.

#### 49ers de San Francisco
Le 13 septembre 2011, Peelle signe avec les 49ers de San Francisco.

#### Steelers de Pittsburgh
Les Steelers de Pittsburgh recrutent Peelle le 13 août 2012. mais il est libéré le 27 août.

### Entraineur
Peelle est recruté le 8 février 2013 par Chip Kelly : il devient entraîneur assistant chargé des « tight ends » aux Eagles de Philadelphia. Le 26 janvier 2015, il est promu coach des « tight ends ». En 2016, il reste à ce poste sous la direction du nouveau coach Doug Pederson. Peelle remporte son premier Super Bowl en 2017 avec la victoire des Eagles face au Patriots de New England. 

## Palmarès
- Mention honorable de la conférence Pac 10 2000
- Équipe de la conférence Pac 10 2001
- Demi-finaliste du John Mackey Award 2001
- Super Bowl 2017